# 前田伍健
前田 伍健（まえだ ごけん、1889年1月5日 - 1960年2月11日）は香川県高松市出身の川柳作家である。本名は久太郎。

## 来歴
父は画家の前田北水。ペンネームの由来は五剣山から始まり、五剣、五健を経て、伍健となる。
地元の旧制高松中学校（現・香川県立高松高等学校）を卒業後、愛媛県松山市に出て、現在の伊予鉄道に入社した。在勤中は東京の窪田而笑子（1867年〜1928年）の弟子となり、「媛傘」「番傘」など津々浦々の川柳雑誌の客員として活躍した。
絵は父である北水から始まり、堂本印象、近藤浩一路の指導を受けた後、村上霽月（1869年〜1946年）と出会い、川柳作家として普及活動を行った。愛媛県川柳文化連盟の初代会長となる。
戦後は山本耕一路（1906年〜2005年）の手で各所に貼り出され、感動を起こしたことを機に野球拳の家元（野球拳#本家野球拳に参照）・子規会顧問・愛媛県警察本部講師を務めた。